# مذكرات كرة السلة (فلم)
مذكرات كرة السلة (بالإنجليزية: Basketball Diaries) هو فيلم سيرة ذاتية درامية وجريمة أمريكي صدر عام 1995 يستند في قصته إلى رواية تحمل نفس الاسم للكاتب والمغني الراحل جيم كارول، الفيلم من إخراج سكوت كليفرت وبطولة ليوناردو دي كابريو و‌مارك والبيرغ.

## القصة
يدور فيلم مذكرات كرة السلة حول جيم كارول والذي جسد دوره ليوناردو دي كابريو، طالب المدرسة ولاعب كرة السلة الذي يسقط في عالم المخدرات والجريمة ويبدأ في التحول لمجرم حقيقي ولا يستطيع التخلص من إدمانه

بعد صدور الفيلم في 1995 بعام، قام طالب يدعى باري لوكايتيس باقتحام فصل مدرسته برشاش آلي وقتل مدرس الجبر و2 من زملاءه. الجريمة المأساوية انتهت بالسجن مدى الحياة لباري، والذي قام بجريمته بشكل سينمائي حتى أنه قال بعد قتل ضحاياه بصوت عال (الآن أكون هزمت مادة الجبر.. أليس كذلك؟!)

## نجوم العمل
- ليوناردو دي كابريو (جيم كارول)
- لورين براكو (جيم موثر)
- مارك والبيرغ (مايكي)

## روابط خارجية
- مذكرات كرة السلة على موقع IMDb (الإنجليزية)
- مذكرات كرة السلة على موقع ميتاكريتيك (الإنجليزية)
- مذكرات كرة السلة على موقع الموسوعة البريطانية (الإنجليزية)
- مذكرات كرة السلة على موقع روتن توميتوز (الإنجليزية)
- مذكرات كرة السلة على موقع نتفليكس (الإنجليزية)
- مذكرات كرة السلة على موقع قاعدة بيانات الأفلام العربية
- مذكرات كرة السلة على موقع ألو سيني (الفرنسية)
- مذكرات كرة السلة على موقع Turner Classic Movies (الإنجليزية)
- مذكرات كرة السلة على موقع أول موفي (الإنجليزية)
- مذكرات كرة السلة على موقع بوكس أوفيس موجو (الإنجليزية)